# Sweet but Psycho
"Sweet but Psycho" é uma canção da cantora estadunidense Ava Max, gravada para seu álbum de estreia Heaven & Hell (2020). Foi lançada como primeiro single do álbum em 17 de agosto de 2018 por intermédio da Atlantic Records. Foi composta pela cantora, contando com a colaboração de Andreas Haukeland, Madison Love, William Lobban-Bean e Cirkut, sendo este último o também produtor da música.
Musicalmente, "Sweet but Psycho" é uma canção derivada dos gêneros pop, dance-pop e electropop, onde a cantora canta sobre uma garota que aparenta ser uma pessoa inocente, mas se mostra uma verdadeira psicopata. A divulgação do single começou, principalmente, pela rede social Snapchat, com um filtro personalizado do single, onde a música tocava no fundo. Após o fato, a música entrou em várias paradas virais do Spotify, se tornando sucesso mundial. O single apareceu primeiro nas paradas musicais da Europa, chegando ao topo dos charts em países como Noruega e Suécia. Mais tarde, figurou no topo do UK Singles Chart, maior parada do continente europeu. No final do ano, em dezembro de 2018, entrou na parada mais importante dos Estados Unidos, a Billboard Hot 100, na posição 87. Mundialmente, atingiu a posição de número 2 no United World Chart.

## Antecedentes e composição
"Sweet but Psycho" foi composta pela intérprete, juntamente com Andreas Haukeland, Madison Love, William Lobban-Bean e Cirkut, sendo produzida pelo próprio Cirkut, produtor musical canadense que já trabalhou com grandes artistas, sendo algumas destas Britney Spears, Miley Cyrus, Katy Perry, Rihanna, Kesha, Jessie J, entre outros. "Sweet but Psycho" é uma canção derivada da música pop com elementos do dance-pop e electropop, com duração de três minutos e sete segundos.[carece de fontes?]
Em entrevista ao blog americano Idolator, Max explicou sobre o significado da letra de sua canção: "Eu acho que eu, particularmente, tenho um monte de diferentes facetas. Acredito que todo mundo possui diversos aspectos diferentes de si mesmo. A música trata, basicamente, de uma garota que não tem medo de mostrar todas as suas diferentes facetas e dualidades e um cara que está amando todos esses lados. É uma garota incompreendida no seu relacionamento. Ela é chamada de psicopata e ela perde a cabeça quando isso acontece, mas na verdade, ela é apenas uma garota sincera e que fala o que pensa. E é desse jeito que eu sou na vida real."[carece de fontes?]

## Recepção da crítica
Escrevendo para a Billboard, Jon Ali chamou a música de uma fatia "instantaneamente viciante" do pop. Em outra matéria, Tatiana Cirisano, também da Billboard, classificou a faixa como sendo um "electropop grudento e viciante", com um refrão hipnótico que brinca com a maneira com a qual as mulheres são enxergadas em uma relação amorosa.[carece de fontes?]

## Performances ao vivo
Ava performou "Sweet but Psycho" em 23 de janeiro de 2019 no talk show The Late Late Show with James Corden, sendo esta sua primeira apresentação em um programa de TV americano. Dois dias após a performance, a cantora se apresentou no programa americano The Today Show. Mais tarde, Ava performou no VMA 2019.

## Vídeo musical
O vídeo musical foi dirigido pelo cineasta bengali-americano Shomi Patwary e lançado em 27 de agosto de 2018, contando com a participação do modelo americano Prasad Romijn.
Nos primeiros três meses, o vídeo alcançou 11 milhões de visualizações, baixo número visto outros sucessos da época. Em dezembro do mesmo ano, após o sucesso no Reino Unido começar, o vídeo alcançou 50 milhões de visualizações. Ao fim de janeiro do ano seguinte, já havia alcançado a marca dos 100 milhões de visualizações, sendo o primeiro videoclipe da cantora a atingir esse número.

## Faixas e formatos
- Sweet but Psycho - Single

1. "Sweet but Psycho" - 3:07

- Sweet but Psycho (Acoustic)

1. "Sweet but Psycho - Acoustic" - 2:59

- Sweet but Psycho (The Remixes)

1. "Sweet but Psycho - Kat Krazy Remix" - 3:09
2. "Sweet but Psycho - Elijah Hill Remix" - 3:58
3. "Sweet but Psycho - Leon Lour Remix" - 4:09
4. "Sweet but Psycho - Morgan Page Remix" - 3:46

- Sweet but Psycho Remixes

1. "Sweet but Psycho - Leon Lour Remix" - 4:09
2. "Sweet but Psycho - Morgan Page Remix" - 3:46
3. "Sweet but Psycho - Paul Morrell Remix" - 3:24

## Desempenho nas tabelas musicais
| Tabela musical (2018-2019)                                  | Melhor posição |
| ----------------------------------------------------------- | -------------- |
| Alemanha (GfK Entertainment Charts)                         | 1              |
| Suécia (Sverigetopplistan)                                  | 1              |
| Noruega (VG-lista)                                          | 1              |
| Reino Unido (UK Singles Chart)                              | 1              |
| Chéquia (IFPI Singles Top 100)                              | 1              |
| Chéquia (IFPI Radio Top 100)                                | 1              |
| Eslováquia (IFPI Singles Top 100)                           | 1              |
| Dinamarca (Tracklisten)                                     | 1              |
| Singapura (RIAS)                                            | 19             |
| Estónia (IFPI)                                              | 1              |
| Hungria (Top 40 Chart)                                      | 20             |
| Letônia (Stream Top 40)                                     | 11             |
| França (Streaming Singles 200)                              | 10             |
| França (Digital Top 200)                                    | 3              |
| França (Top Singles 200)                                    | 3              |
| Canadá (Canadian Hot 100)                                   | 1              |
| Países Baixos (Dutch Top 40)                                | 2              |
| Países Baixos (Single Top 100)                              | 4              |
| Austrália (ARIA Singles Chart)                              | 2              |
| Nova Zelândia (Recording Industry Association of NZ Top 40) | 1              |
| Áustria (Ö3 Austria Top 40)                                 | 1              |
| Bélgica (Ultratop 40 Singles)                               | 1              |
| Bélgica (Ultratop Wallonia)                                 | 1              |
| Escócia (Scottish Singles Charts)                           | 1              |
| Suíça (Schweizer Hitparade)                                 | 1              |
| Finlândia (Suomen virallinen lista Singles)                 | 1              |
| Grécia (IFPI Greece)                                        | 1              |
| Polónia (Airplay Top 100)                                   | 1              |
| Irlanda (IRMA)                                              | 1              |
| Portugal (Associação Fonográfica Portuguesa)                | 2              |
| Estados Unidos (Billboard Hot 100)                          | 10             |
| Estados Unidos (Billboard Dance Club Songs)                 | 1              |
| Roménia (Airplay Top 100)                                   | 2              |
| Luxemburgo (Luxembourg Digital Song Sales)                  | 2              |
| Finlândia (Suomen virallinen lista Radiosoittolista)        | 1              |
| Itália (FIMI)                                               | 70             |
| Eslovênia (SloTop50)                                        | 3              |
| Croácia (Airplay Radio Chart)                               | 1              |
| México (Mexico Airplay)                                     | 2              |
| União Europeia (Euro Digital Songs)                         | 1              |
| Eslováquia (IFPI Radio Top 100)                             | 7              |
| Israel (Media Forest)                                       | 6              |
| Estados Unidos (Billboard Mainstream Top 40)                | 3              |

## Certificações
| Região/País                                 | Certificação | Vendas     |
| ------------------------------------------- | ------------ | ---------- |
| Austrália (ARIA)                            | Ouro         | 35.000+    |
| Suécia (GLF)                                | Ouro         | 520.000+   |
| Dinamarca (Certificeringer)                 | Platina      | 90.000+    |
| Nova Zelândia (RMNZ)                        | Platina      | 150.000+   |
| Noruega (IFPI Noruega)                      | Platina      | 10.000+    |
| Suíça (IFPI Suíça)                          | Ouro         | 135.000+   |
| Reino Unido (British Phonographic Industry) | Platina      | 1.300.000+ |
| Áustria (IFPI Austria)                      | Ouro         | 15.000+    |
| Canadá (Music Canada)                       | Platina      | 300.000+   |
| Alemanha (Bundesverband Musikindustrie)     | Ouro         | 200.000+   |
| Itália (FIMI)                               | Ouro         | 25.000+    |